# Moos (chanteur)
 (janvier 2015).
Si vous disposez d'ouvrages ou d'articles de référence ou si vous connaissez des sites web de qualité traitant du thème abordé ici, merci de compléter l'article en donnant les références utiles à sa vérifiabilité et en les liant à la section « Notes et références ».
Pour les articles homonymes, voir Moos.
Ne doit pas être confondu avec Mustapha Amokrane, dit Mouss, membre du groupe Zebda et Moustapha Kelai, dit Mouss, chanteur du groupe Mass Hysteria
Moos  est un chanteur français. Il est notamment connu pour être l'interprète de Au nom de la rose, tube de 1999.
Il a vendu 1 030 700 disques dont 931 000 singles et 99 700 albums.

## Biographie
Né de parents marocains, il a grandi à Toulouse, dans le quartier populaire de Bagatelle où différents styles se mélangent : rythmes africains, raï, funk, RnB. Moos sort son premier single en 1998, Qui me donnera des ailes. Son plus grand succès sera la sortie du single Au nom de la rose qui sera numéro un en France et en Belgique (Wallonie) durant plusieurs semaines. Le Crabe est érotique, son premier album, connait de même un vrai succès en étant notamment classé parmi les meilleures ventes d'album en France de mai à août 1999 durant onze semaines et atteignant la place no 11 dans les charts. En août de la même année, il sort son troisième single Délicate chatte dont le succès est moindre et son clip vidéo avec Nadia Farès est censuré et ne sera jamais montré à la télévision. La plupart des thèmes de ses chansons sont la sensualité et la mélancolie. 

## Discographie

### Singles
No 11 en France, no 18 en Belgique
| Année | Titre                    | Chart | Chart    | Certification (FR) |
| Année | Titre                    | FR    | BEL (WA) | Certification (FR) |
| ----- | ------------------------ | ----- | -------- | ------------------ |
| 1998  | Qui me donnera des ailes | 51    | —        | —                  |
| 1999  | Au nom de la rose        | 1     | 1        | Diamant            |
| 1999  | Délicate Chatte          | 83    | 18       | —                  |